# Усть-Сосново
Усть-Сосно́во (рос. Усть-Сосново) — село у складі Топкинського округу Кемеровської області, Росія.

## Населення
Населення — 572 особи (2010; 677 у 2002).
Національний склад (станом на 2002 рік):
- росіяни — 94 %